# فيجنو سور سين
فينيي-سور-سين (يُنطق بالفرنسية: [viɲø syʁ sɛn] ، تعني حرفياً فينيي على السين) هي بلدية في الضواحي الجنوبية لمدينة باريس، فرنسا. تقع على بعد 17.6 كيلومتر (10.9 ميل) من مركز باريس. يعرف سكان فينيي-سور-سين بـ فينيزيان.

## النقل
تخدم بلدية فينيي-سور-سين محطة فينيي-سور-سين على خط الخط D للشبكة الجهوية السريعة في إيل دو فرانس ‏ من شبكة الـ RER في باريس.

## المدن الشقيقة
تُعد فينيي-سور-سين مدينة توأمة مع:
- بريطانيا العظمى ليمفادي، أيرلندا الشمالية، المملكة المتحدة
- البرتغال مونشاو، البرتغال
- بلغاريا ترويان، بلغاريا

## روابط خارجية
- الموقع الرسمي نسخة محفوظة 9 مارس 2010 على موقع واي باك مشين. (بالفرنسية)
- جمعية عمداء إيسون (بالفرنسية)